# Rouvrois-sur-Meuse
Rouvrois-sur-Meuse é uma comuna francesa na região administrativa de Grande Leste, no departamento de Meuse. Estende-se por uma área de 6,13 km². Em 2010 a comuna tinha 216 habitantes (densidade: 35,2 hab./km²).